# Srettha Thavisin
Srettha Thavisin (thai: เศรษฐา ทวีสิน), född 15 februari 1962, är en thailändsk affärsman och politiker som tjänstgjort som Thailands premiärminister sedan 22 augusti 2023. Han var tidigare verkställande direktör och styrelseordförande för Sansiri.